# Cementerio de San Juan (Brozas)
El cementerio de San Juan es el cementerio municipal de la villa española de Brozas, en la provincia de Cáceres. Está construido en torno a las ruinas de la ermita del mismo nombre, de finales del siglo XV.
Se ubica en las afueras noroccidentales de la villa, cerca del cruce de la carretera EX-207 que lleva a Alcántara con la carretera EX-302 que lleva a Herreruela.  El cementerio forma parte desde 2016 del conjunto histórico de la villa de Brozas.

## Historia y descripción
La ermita de San Juan fue construida a finales del siglo XV. Es de estilo gótico, con un ábside plano y una sacristía amplia. La ermita conserva el arco toral y sus portadas, así como una decoración a base de bolas típicas de finales del gótico. Tiene tres naves, separadas por arcadas de tres arcos cada una. Presenta en sus fachadas dos portadas de medio punto, una practicable, abierta en el hastial, y otra cegada en el lado del evangelio. En fachada del hastial, con frontón triangular, se abre sobre la portada una ventana saetera, rematando en una espadaña. Actualmente, a la ermita le falta la cubrición, que probablemente era de vigas de madera.
Originalmente, esta ermita no tenía función de cementerio, sino que era uno de los oratorios que existían a las afueras de la villa. Según el Interrogatorio de la Real Audiencia de Extremadura de 1791, la ermita era un oratorio dedicado a San Juan Bautista y gestionado por la cofradía de San Juan, mientras que la villa carecía de cementerios por ser costumbre enterrar a los difuntos en los templos parroquiales de Santa María y los Mártires. En la ermita, vinculada a la parroquia de Santa María, la cofradía se encargaba de organizar misa y procesión en la fiesta de San Juan Bautista. El diccionario de Madoz, de mediados del siglo XIX, ya menciona la existencia del cementerio ubicado "a la derecha del camino de Alcántara", mientras que omite la ermita de San Juan, lo que da a entender que la ermita comenzó a arruinarse y pasó a ser cementerio en la primera mitad del siglo XIX, en el contexto histórico de la Desamortización.
Debido al limitado tamaño de la ermita, con el tiempo el cementerio se ha ido extendiendo hacia el oeste, formando filas de nichos en torno a un parterre, cerrando el espacio una simple tapia encalada. La puerta principal de acceso al recinto, en arco de medio punto y rematada por tres pequeñas cruces de piedra, está formada por una reja fechada en 1958. En el interior, destacan por su valor artístico algunos pequeños panteones de aspecto singular ubicados junto a las ruinas de la ermita, cada uno de ellos formado o bien por un sarcófago sobre una pequeña peana o bien por dos nichos, con una ornamentación en la que destacan los pináculos y algunos relieves; estos panteones se remontan al siglo XIX.
En el interior del cementerio se conserva un crucero que tiene su origen en la ermita. Se apoya en tres escalones cuadrangulares, el inferior semienterrado, sobre los cuales hay una base cuadrangular con un pequeño capitel; la mitad superior del crucero es una cruz latina fechada en el siglo XIX. A escasos metros del cementerio, junto a la EX-302 y a una cooperativa agrícola, se conserva otro crucero que marca el paso del antiguo "camino de los Charros", que unía los lavaderos de lana de Malpartida de Cáceres y Arroyo de la Luz con los centros manufactureros de Covillana, y cuyo importante uso en los siglos XVII-XIX ha llevado a confundir su trazado erróneamente con la calzada romana de la Vía de la Estrella. El crucero del camino de los Charros, fechado en los siglos XVI-XVII, se apoya en tres peldaños cuadrangulares y está formado por una basa cúbica, un fuste cilíndrico de granito y una parte superior que, si bien conserva collarino y capitel de orden toscano, carece actualmente de cruz.

## Propuestas sobre la ermita
En la segunda mitad del siglo XX, la población de Brozas pasó de unos seis mil habitantes a unos dos mil quinientos, como consecuencia del fuerte éxodo rural que afectó a gran parte de Extremadura. Esta circunstancia facilitó la conservación de la arquitectura tradicional de la villa, que acabaría siendo declarada conjunto histórico en 2016; sin embargo, al mismo tiempo se generó una preocupación por el estado de abandono y ruina de varios edificios de interés histórico-artístico, como la ermita que dio origen al cementerio. A finales del siglo XX, el interior de la ermita de San Juan, incluyendo la sacristía, estaba lleno de panteones y nichos. Entre las propuestas para rehabilitar el edificio, el Ministerio de Cultura planificó el traslado de los restos a otras partes del cementerio, la reparación de las arcadas y la construcción de una nueva cubierta de chillas.
Pese a las propuestas para rehabilitar las ruinas, para ello el Ayuntamiento de Brozas debía primero desafectar esta parte del cementerio, al tratarse de un bien demanial en uso. El primer paso para ello se dio en 1994, cuando el pleno municipal prohibió nuevas inhumaciones en el interior de la ermita, a fin de devolver las ruinas a la Iglesia con la condición de que esta restaurase el edificio. Una vez bloqueado el crecimiento funerario del recinto, en los años posteriores comenzó el proceso de trasladar los restos propuesto por el Ministerio de Cultura, despejando gran parte del recinto. La crisis económica iniciada en 2008 ha impedido completar el proceso: cuando la villa fue declarada conjunto histórico en 2016, el interior de la ermita seguía parcialmente ocupado por panteones y nichos, y se desconoce cuándo podrá reconstruirse la cubierta.